# Вількицький Борис Андрійович
Борис Андрійович Вількицький (біл. Барыс Андрэевіч Вількіцкі) (22 березня (3 квітня н.с.) 1885 — 6 березня 1961) — білоруський гідрограф та геодезист. Він був сином Андрія Іполитовича Вількицького.

## Кар'єра
Вількицький закінчив Морську академію в Санкт-Петербурзі в 1908 році. Брав участь у російсько-японській війні 1904—1905 років. У 1913—1915 роках керував арктичною гідрографічною експедицією на кораблях «Таймир» і «Вайгач» із метою подальшого вивчення Північного морського шляху.
У 1913 р. експедиція Вількицького відкрила Землю імператора Миколи II — пізніше перейменована на «Північну Землю», можливо, одне з найважливіших відкриттів Росії в Арктиці того часу. Іншими відкриттями були острів, який тепер має його ім'я (острів Вілкіцького), а також острови Малий Таймир та сусідній Старокадомський. У 1914—1915 рр. експедиція Вількицького здійснила першу подорож із Владивостока в Архангельськ, відкрила Новопашенний острів (нині острів Жохова) та описала східне узбережжя території, яку він назвав «Землею імператора Миколая II». За свої починання він був нагороджений престижною медаллю Костянтина Російським географічним товариством.
У 1918 році Вількицький був призначений керівником першої радянської гідрографічної експедиції, яка так і не відбулася через її захоплення інтервентами в Архангельську. У 1920 році Вількицький емігрував до Великої Британії. У 1923 і 1924 роках Вількицький очолював комерційні експедиції в Карському морі на запрошення радянських зовнішньоторговельних організацій.
Пізніше у своєму житті Вількицький працював гідрографом у Бельгійському Конго. Борис Вількицький помер у Брюсселі 1961 року.
|  |  |

## Пам'ять

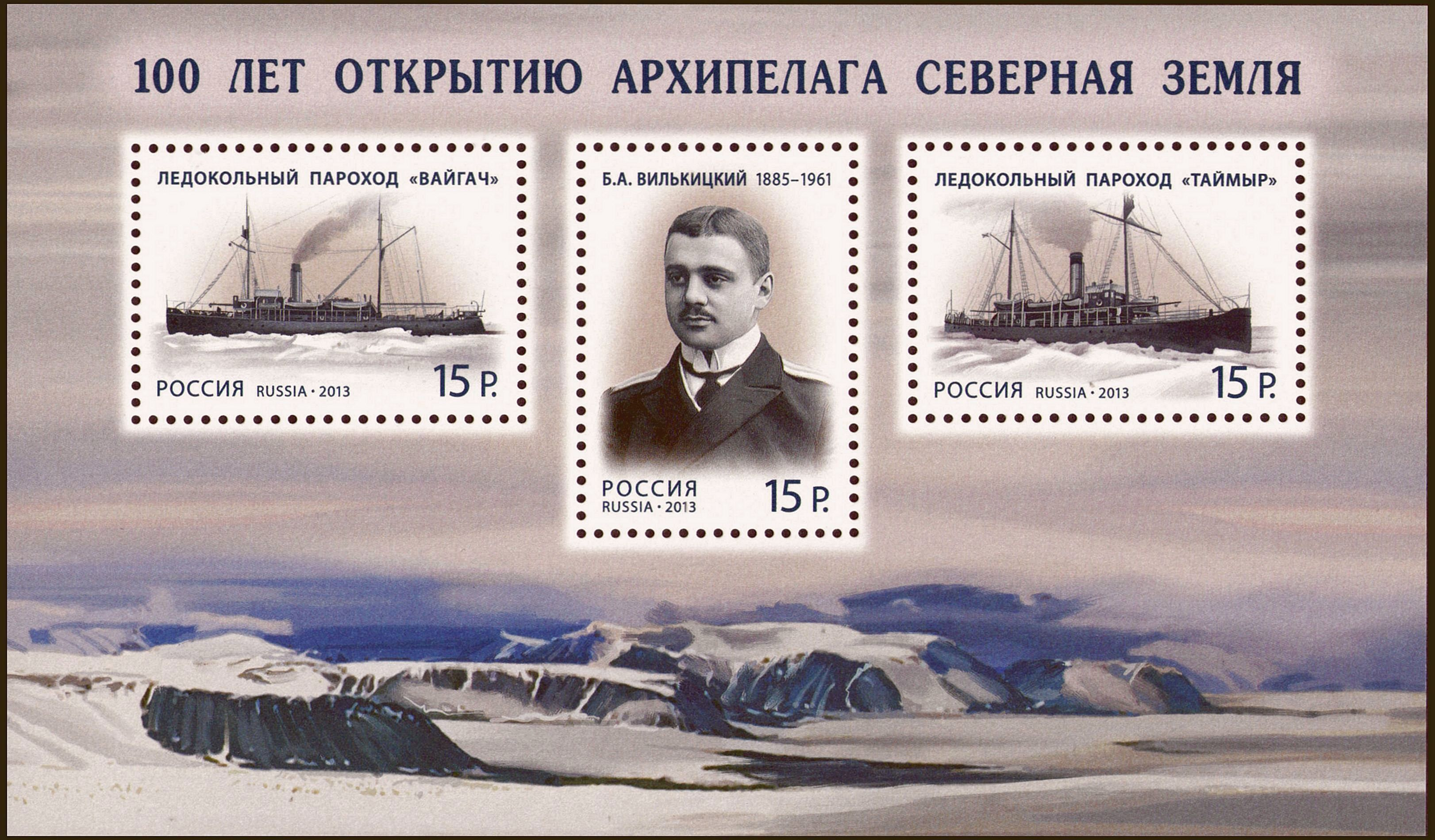
Російська марка 2013 року, присвячена 100-річчю з дня відкриття Північної Землі

Багато географічних місць Росії мають ім'я Вількицького:
- Найвідоміша з них — протока Вількицька, протока між Північною Землею та півостровом Таймир, важливий орієнтир Північного морського шляху.
- Затока Вількицького, затока на північно-західному узбережжі Нової Землі.
- Острів Вількицький у Карському морі.
- Вількицькі острови, ділянка архіпелагу Норденскйольд.
- Підгрупа островів Вількицьких островів Комсомольської правди в морі Лаптєвих біля східних берегів півострова Таймир.
- Острів Вількицький у групі Де Лонг у Східносибірському морі.[4]